# Завещание (книга)
«Завеща́ние» (фр. Le Testament) — книга священника и утопического коммуниста Жана Мелье.

Целью написания «Завещания» по словам автора было:

…по мере сил моих открыть вам глаза, хоть поздно, на те нелепые заблуждения, среди которых мы все, сколько нас есть, имели несчастье родиться и жить. <…> Я желал бы иметь мышцы и силу Геркулеса, чтобы очистить мир от всех пороков и несправедливости и иметь удовольствие убить всех этих гидр заблуждений и несправедливости, причиняющих столько страданий всем народам мира.

В книге содержится разбор и критика известных во Франции XVIII в. религиозных представлений, излагаются элементы материалистической философии и предлагается проект социального переустройства в духе утопического коммунизма.

## История написания
Оставленное Мелье «Завещание», согласно указаниям его биографов, было написано на 366 страницах в трех экземплярах, его рукой. Мелье завещал передать после его смерти один экземпляр в судебную регистратуру Сен-Менегульда, второй — ведомству духовного суда реймсского архиепископства и третий — в ратушу города Мезьер. Одновременно Мелье оставил два письма — одно реймсскому генеральному викарию, а другое священникам соседних с Этрепиньи приходов. Закончено в 1729 году перед самой смертью автора.

## Публикации
Вольтер сделал конспект (в основной первой части трактата) и, смягчив его атеистический и социальный радикализм, впервые опубликовал его под заглавием «Extrait des sentiments de Jean Meslier, adresses a ses Paroissiens, sur une partie des abus et des erreurs en general et en particulier» в 1762 г. Более расширенное издание под названием «Здравый смысл кюре Мелье» (Le Bon Sens du cure Meslier) предпринял Поль-Анри барон де Гольбах в 1772 г. в Амстердаме, а затем в том же году в Лондоне. Этот вариант «Завещания» издавался впоследствии в 1792, 1802, 1830, 1834, 1870, 1881, 1900, 1905, 1906, 1909, 1929 гг. Полностью «Завещание» было впервые опубликовано в Амстердаме в 1864 г., через 135 лет после смерти Мелье.
Голландец Рудольф Шарль, вольнодумец, один из виднейших деятелей рационалистического антиклерикального движения в Голландии, издал «Завещание» на свои средства и на средства, собранные у сторонников этого движения. Шарль издал «Завещание» по копии, найденной им у букиниста в Амстердаме. По-видимому, к нему попала одна из копий, распространявшихся в 30—40-х годах XVIII столетия в Париже. В своем предисловии Шарль говорит, что Мелье все знают, но никто его не читал.
«Извлечения» Вольтера и Гольбаха были неоднократно осуждены на сожжение. Впервые «Завещание» было сожжено рукой палача по постановлению парижского парламента 8 февраля 1775 г. Затем оно еще неоднократно осуждалось на сожжение. В 1838 г. издание «Bon Sens» Гольбаха было сожжено по постановлению судебной палаты в Вьенне.

## Переводы на русский язык
На русском языке «Завещание» Мелье было впервые опубликовано в 1925 г. в сокращенном переводе под редакцией А. М. Деборина. В 1937 г. «Завещание» было опубликовано в полном переводе Ф. Д. Капелюша и Г. П. Полякова под редакцией А. Б. Рановича. Оба перевода сделаны с издания Р. Шарля.